# Větrný mlýn Pumpėnai
Větrný mlýn Pumpėnai (litevsky Pumpėnų vėjo malūnas nebo jen Pumpėnų malūnas) je památkově chráněný větrný mlýn. Nachází se nedaleko silnice A10 ve městě Pumpėnai v seniūniji Pumpėnai v okrese Pasvalys v Panevėžyském kraji v severní Litvě.

## Další informace
Větrný mlýn Pumpėnai je státem chráněný jako technická památka od roku 1997. Mlýn holandského typu byl postaven v roce 1920. Budova je zděná se soklem z kamenů, třípatrová s výškou 16,9 m. Původní majitel Jonas Kolalis zahynul v sovětském vyhnanství na Sibiři v roce 1954. V období Litevské sovětské socialistické republiky byl mlýn v kolchozním vlastnictví. V 90. letech 20. století zde krátkou dobu byla kavárna. Od roku 2020 je mlýn rekonstruován a podle stavu z roku 2022 je mlýn nefunkční a rekonstrukce pokračuje. Obraz mlýna byl také vydán na poštovních známkách.

## Galerie

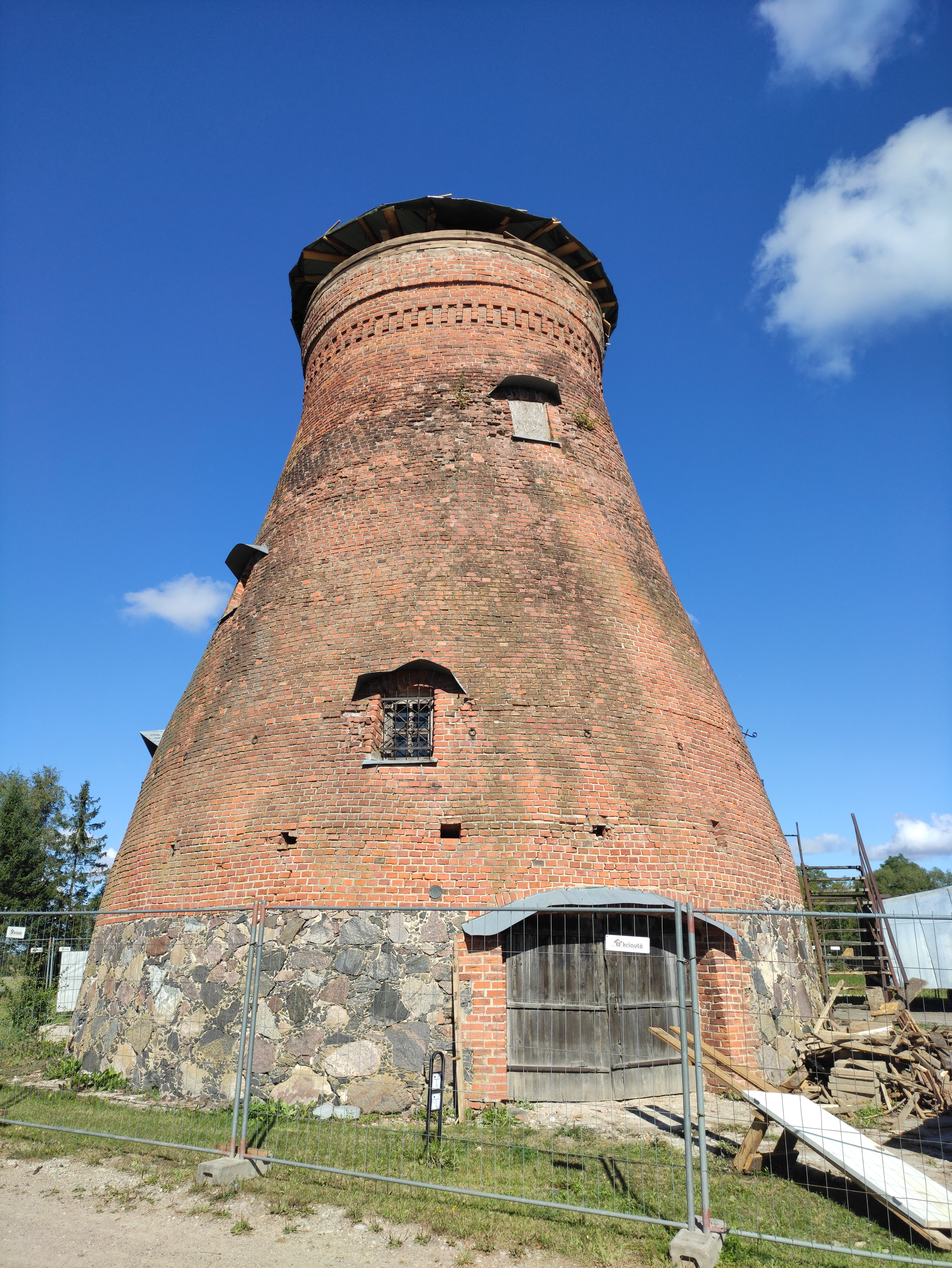
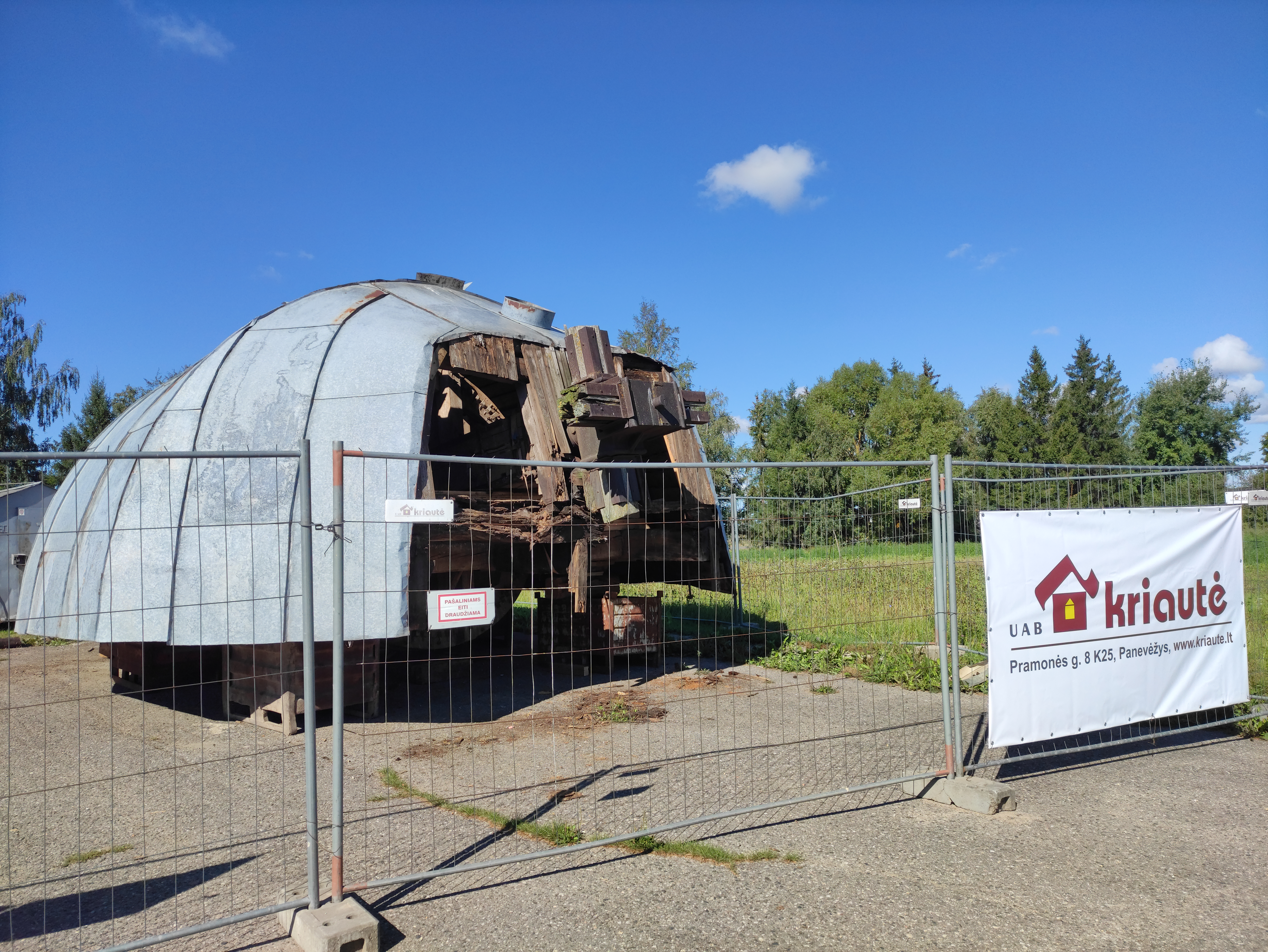
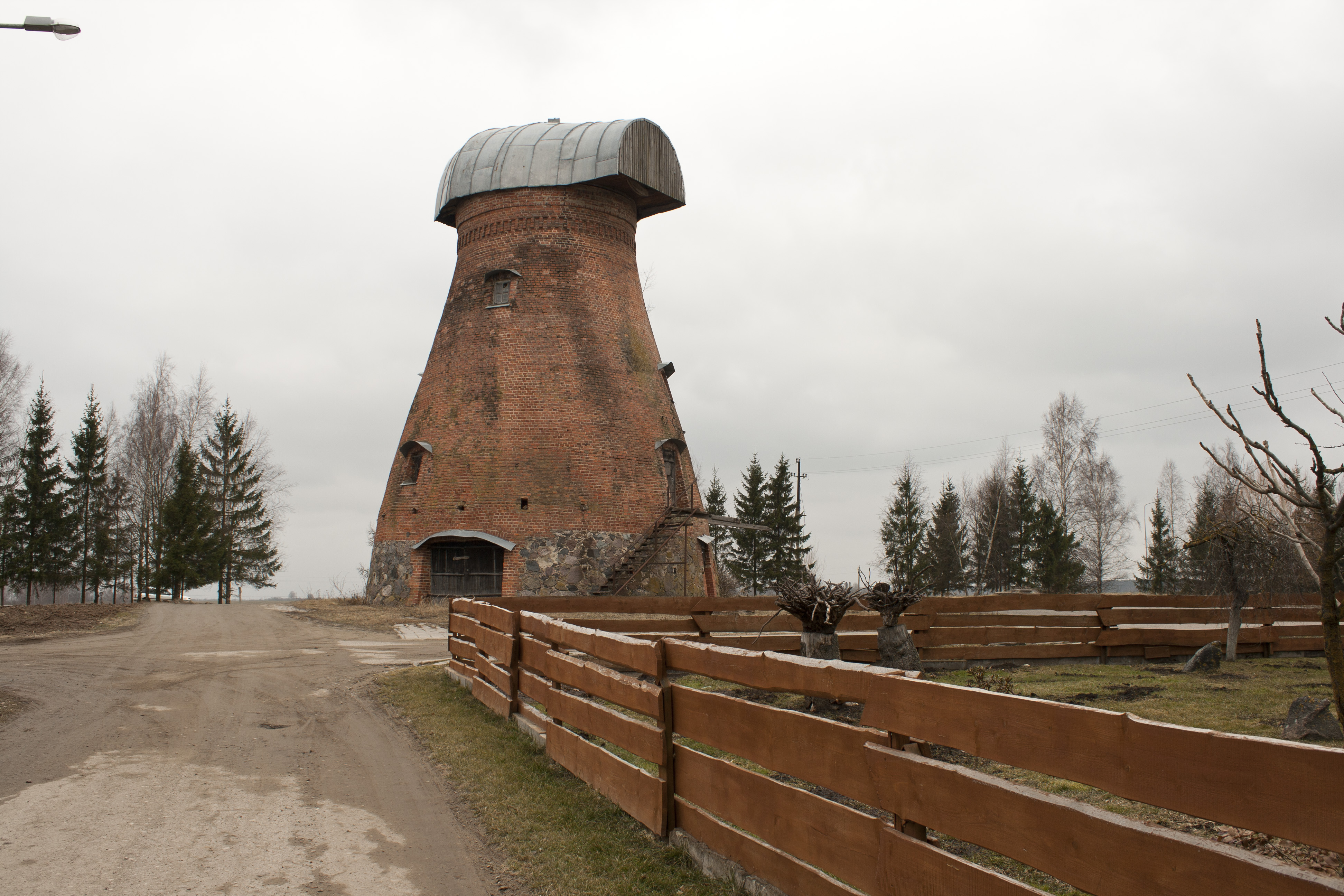